# 数書九章

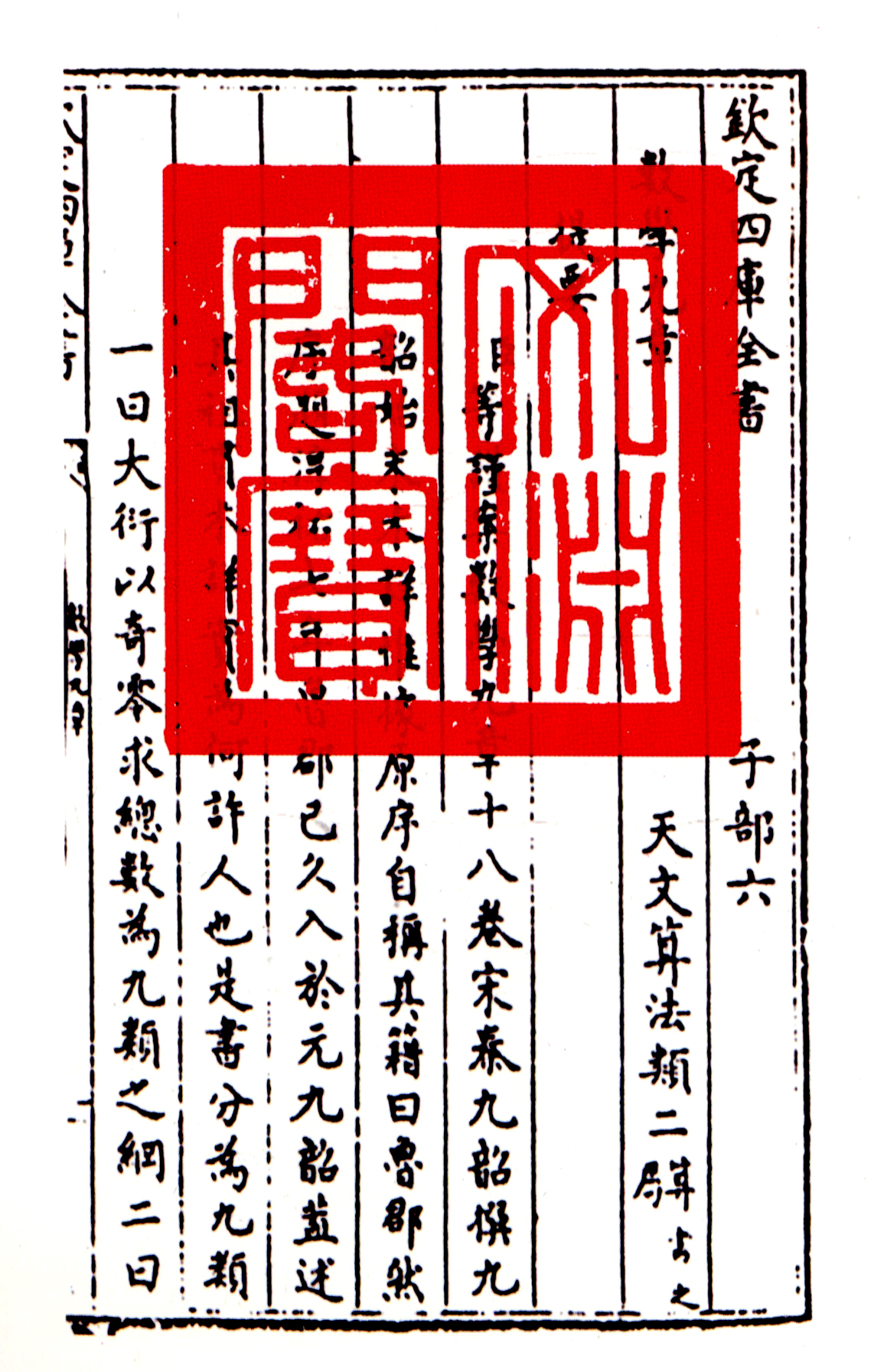
数書九章（『四庫全書』）

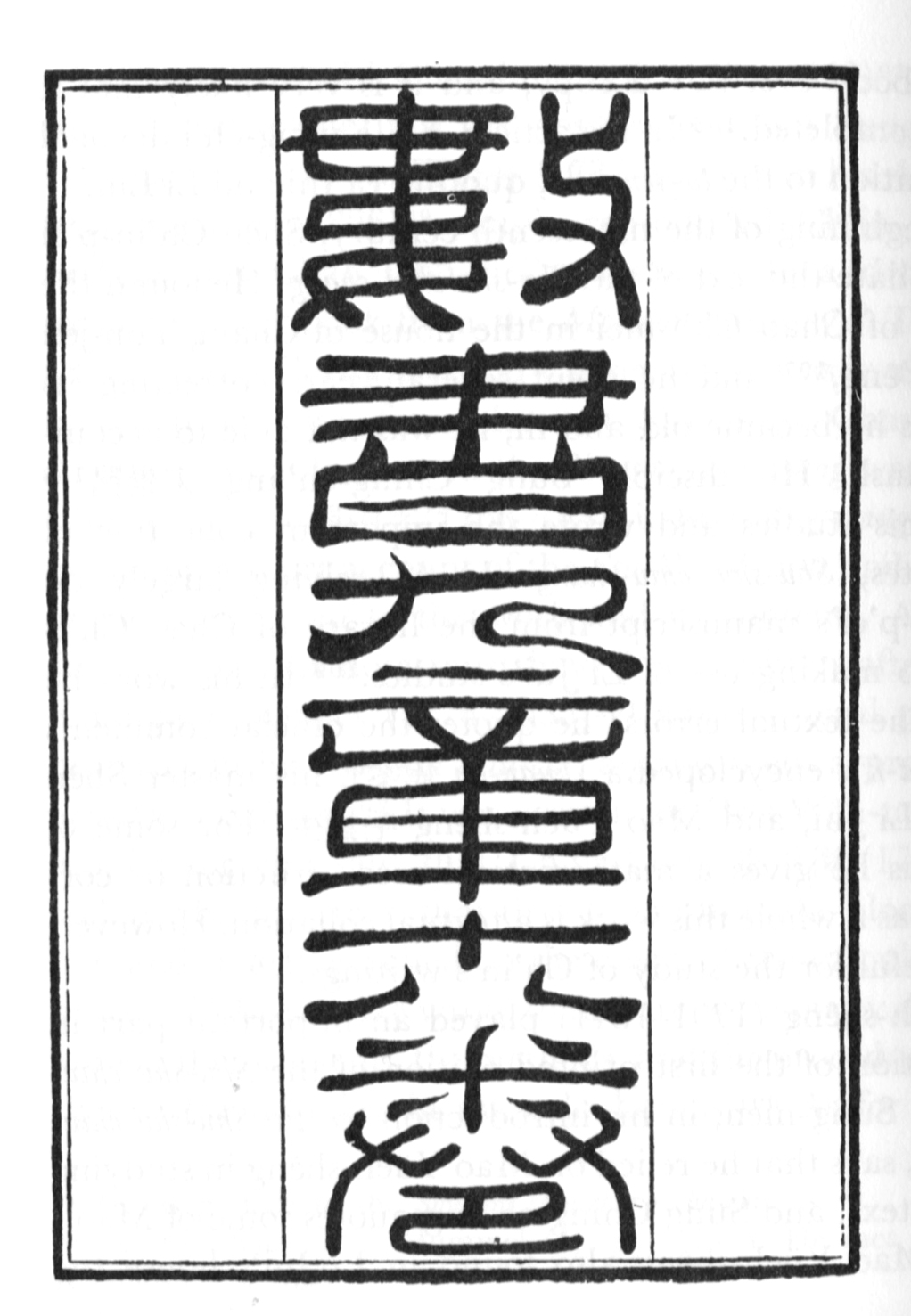
宜稼堂『数書九章』18巻

『数書九章』（すうしょきゅうしょう）は、南宋の数学者の秦九韶が1247年に著した数学書。全18巻。

## 概要
大衍・天時・田域・測望・賦役・銭穀・営建・軍旅・市物の9類（章）81問、各類全2巻（各9問ずつ）で構成されている。問題の後に「答」（答え）・「術」（計算方法）・「草」（具体的な計算式）が付けられており、実用的でかつ算木を用いれば比較的簡単に解ける構成となっている。ただし、問題に記されたデータが豊富でそこから求めることが可能な答えの数も多い。例えば、営建類「計定築城」問では88のデータを元にして様々な答えを導き出し、賦役類「復邑修賦」問では全部で合わせて180箇所の答えを導き出すことになる。大衍求一術と呼ばれた剰余方程式や雨量観測法の研究、過去の暦法の不明となっていた計算方法を明示するなど、優れた研究を残したものの、一時同書の存在は忘れ去られ、再評価を受けたのは清代に入ってからの事であったため、中国や日本に対する影響は小さかった。

## 構成
1. 大衍類：大衍求一術について
2. 天時類：天文暦学及び気象科学に関する計算
3. 田城類：土地面積の計算
4. 測望類：幾何測量の計算
5. 賦役類：均輸・各種租税賦役の計算
6. 銭穀類：食糧徴収と運搬、倉庫管理に関する計算
7. 営建類：土木建築の計算
8. 軍旅類：軍隊の配置や物資供給に関する計算
9. 市物類：商取引と利息に関する計算